# Discinisca porvenir
Discinisca porvenir es una especie de braquiópodo fósil del orden Lingulida. La especie fue descripta a partir de restos hallados en depósitos geológicos de la Formación Gaiman, de antigüedad miocena inferior, en las localidades de Cañadón del Puma y Punta Loma, en la provincia de Chubut, Argentina.
Esta especie se conoce solamente como fósil, aunque el género Discinisca contiene especies vivientes. La especie fue descripta por los científicos Damián E. Pérez, Nicolás D. Farroni, Aylén Allende Mosquera y José I. Cuitiño, del Centro Nacional Patagónico (CENPAT) del Consejo Nacional de Investigaciones Científicas y Técnicas (CONICET), Puerto Madryn, Argentina en un trabajo publicado en la revista especializada Ameghiniana.

## Etimología
El epíteto específico «porvenir» hace referencia a dos cosas: por una parte, a la Estancia El Porvenir, de donde provienen los fósiles. Además, es un homenaje al Club El Porvenir, de la ciudad de Gerli, ubicada entre los partidos de Lanús y Avellaneda de la zona sur del Gran Buenos Aires, provincia de Buenos Aires, Argentina.

## Material tipo
El holotipo de esta especie, es decir, el individuo de referencia, se encuentra depositado en la Colección de Paleoinvertebrados e Icnología del Centro Nacional Patagónico, en el Instituto Patagónico de Geología y Paleontología, Puerto Madryn, provincia de Chubut, Argentina, bajo el código CNP-PIIc 593. El holotipo consiste en la valva dorsal y fue recolectado Cañadón del Puma, Chubut. Sus dimensiones son: longitud, 21,4 mm; ancho, 20,5 mm; altura, 5,7 mm. A su vez, se incluyeron como paratipos los materiales CNP-PIIc 594 de la localidad Bryn Gwyn (valva dorsal, longitud: 27,3 mm, ancho: 21,8 mm, altura: 8,3 mm); y CNP-PIIc 814, una valva dorsal de la localidad de Punta Loma (longitud: 19,9 mm, ancho: 18,4 mm, altura: 4,8).